# (85400) Shiratakachu
(85400) Shiratakachu est un astéroïde de la ceinture principale.

## Description
(85400) Shiratakachu est un astéroïde de la ceinture principale. Il fut découvert le 8 octobre 1996 à Nanyo par Tomimaru Okuni. Il présente une orbite caractérisée par un demi-grand axe de 2,57 UA, une excentricité de 0,21 et une inclinaison de 0,8° par rapport à l'écliptique.

## Compléments